# Jordbrukarstöd i Sverige
Jordbrukarstöd är en samlingsbeteckning för olika ekonomiska stöd som svenska bönder kan ansöka om hos Jordbruksverket, vilka flera men inte alla finansieras av EU och handhas på regional nivå av länsstyrelserna som kontrollerar ansökan och gården. Gårdens rätt till ersättning beräknas i stödrätt, som är ett slags värdehandling. För att ha rätt till ekonomiskt stöd krävs också att bonden följer lagstiftning i Sverige och EU angående skötsel av djur och mark.
Jordbruksstöden innefattar gårdsstöd, som är ett inkomststöd som baseras på areal, förgrödningsstöd för exempelvis träda, miljöersättningar, ersättningar för ekologisk produktion, kompensationsstöd för områden med sämre odlingsmöjligheter, nötkreatursstöd, djurvälfärdsersättningar, stöd till unga jordbrukare, nationellt stöd för dem som påverkas av långa avstånd (för exempelvis slakt), mjölkstöd, ersättning för kastrering av grisar, ersättning för extra djuromsorg för suggor, ersättning för extra djuromsorg för får, ersättning för utökad klövhälsovård för mjölkkor, miljöinvesteringar inom jordbruk, och ersättningar inom utvald miljö.
Jordbrukarstöd utbetalas årligen.